# Lepidochrysops pephredo
The Estcourt Blue (Lepidochrysops pephredo) là một loài bướm ngày thuộc họ Lycaenidae. Nó là loài đặc hữu của Nam Phi, nơi nó được tìm thấy ở the grassy hills of the KwaZulu-Natal midlands.
Sải cánh dài 32–38 mm đối với con đực and 36–40 mm đối với con cái. Con trưởng thành bay từ tháng 10 đến tháng 11. Có một lứa một năm.
Ấu trùng ăn Becium grandiflorum. Third and later instar larvae feed on the brood of Camponotus niveosetus ants.